# Ford Nucleon

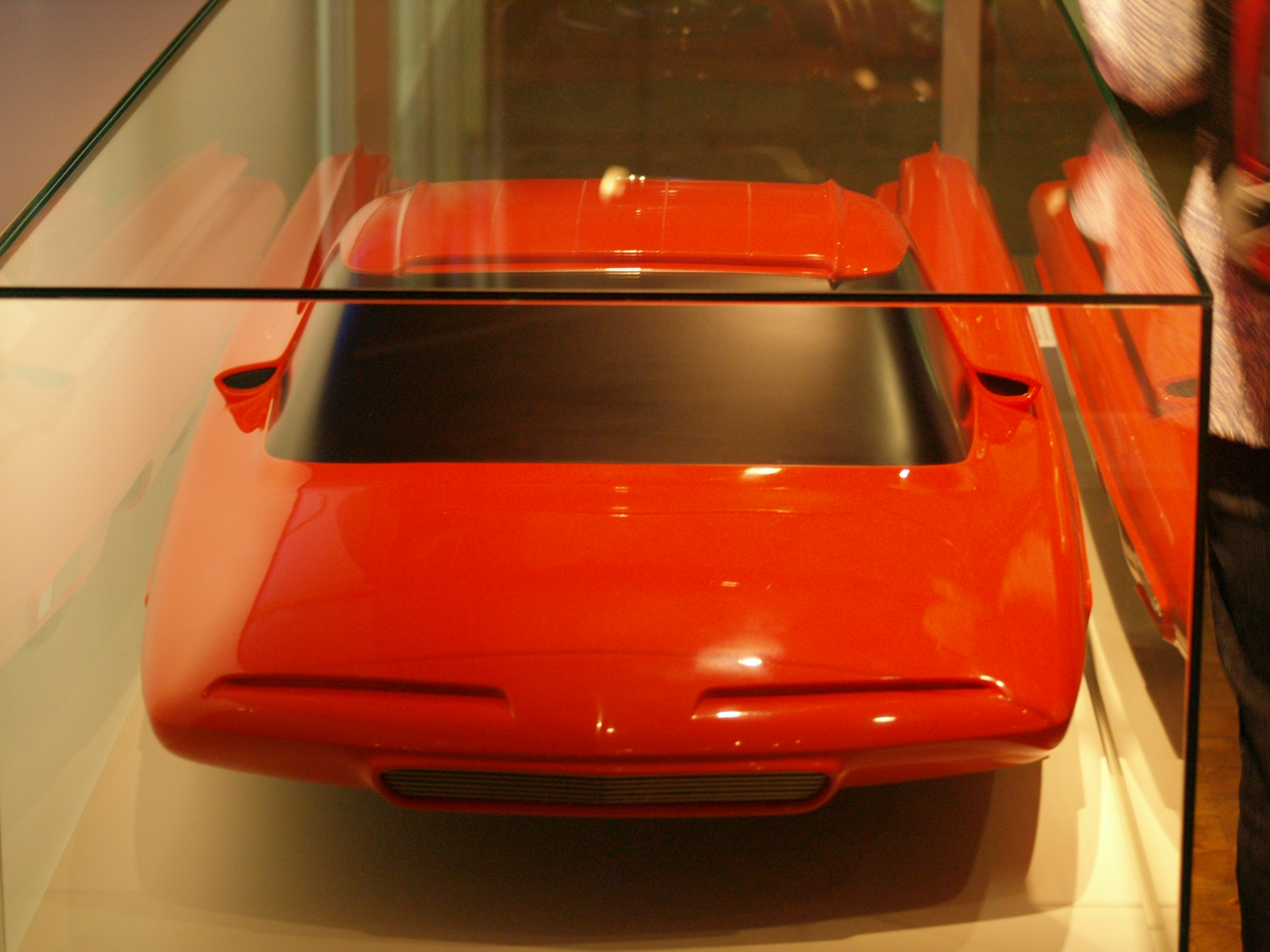
El Ford Nucleon en la Feria de Berlín de 2018

El Ford Nucleon fue un diseño de automóvil desarrollado por Ford Motor Company en 1958. El vehículo no contaba con un motor de combustión interna, sino un pequeño reactor nuclear de uranio que convertiría el agua en vapor con el cual se impulsaría todo el vehículo  (Morris, 2011, p. 13).

## Características

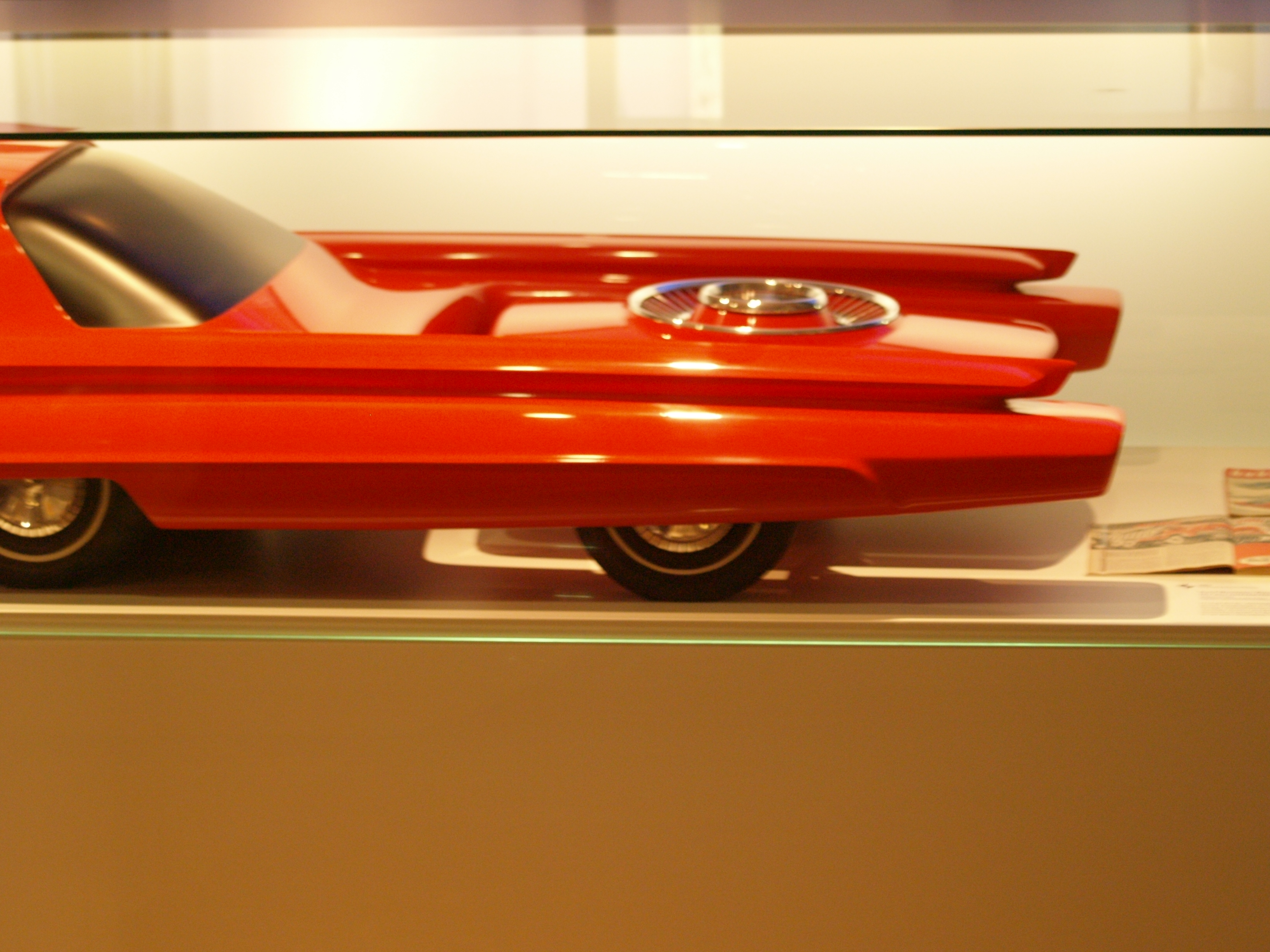
Reactor del Nucleon

La cápsula de potencia iría instalada en la parte trasera, lo más separada posible de los usuarios (Morris, 2011, p. 14). Poseería dos turbinas, una para proporcionar energía a las ruedas y una segunda para obtener electricidad con la que funcionasen el resto de sistemas (Graham, 2013, p. 12).
El compartimento de pasajeros del Nucleon tendría un parabrisas de una pieza, una ventanilla trasera compuesta, y el techo sería voladizo. Habría tomas de aire en la parte delantera del techo y en la base de sus soportes. El diseño, en el que la cabina estaba lo más alejada posible de la cola, proporcionaría más protección contra el reactor nuclear. Algunas imágenes muestran el coche con aletas dorsales de pez emergiendo del parachoques. El tren de conducción estaría integrado con el módulo de potencia.
Se dijo que el Nucleon sería capaz de recorrer 8000 kilómetros o más, dependiendo del tamaño del reactor, sin recargas. Al final de la vida del reactor se habría llevado a una estación de carga, que los ingenieros desarrolladores habían imaginado que reemplazarían a las gasolineras (Morris, 2011, p. 13).

## Causas de su abandono
Ningún prototipo del Nucleon fue construido (Graham, 2013, p. 12), solo se hicieron maquetas a diferentes escalas. El fracaso de la propuesta se debió a dos motivos:
- Nunca se llegó a inventar un reactor lo suficientemente pequeño (Graham, 2013, p. 12).
- Nunca se llegó a garantizar la suficiente seguridad ni para sus ocupantes, ni para viandantes ni para los mecánicos que deberían repararlo en caso de accidente (Morris, 2011, p. 14). En particular, la masa del blindaje necesario para proteger a ocupantes y viandantes durante su operación normal podía haber supuesto un problema irresoluble en la práctica.
- En caso de haber un accidente automovilístico, el riesgo de un accidente nuclear sería muy alto.

Pese a todo, el Ford Nucleon sigue siendo un icono de la citada era atómica.